# Costituzionalismo digitale
Il costituzionalismo digitale è un concetto usato nella ricerca che si occupa dell'impatto della tecnologia digitale sui valori e i principi costituzionali. Per quanto concerne l'idea di costituzionalismo, il concetto non ha al momento definizione univoca, e viene definito come un movimento, un insieme di strumenti o un'ideologia. La nozione di costituzionalismo digitale emerge nel contesto della rivoluzione digitale che ha caratterizzato le prime decadi del ventunesimo secolo. Al momento, la ricerca è condotta da esperti di varie discipline, come giurisprudenza, studi di comunicazione, filosofia e scienze politiche, focalizzandosi sugli strumenti ed enti coinvolti nella promozione di valori costituzionali e principi adeguati all'era digitale.

## Definizioni
Nella sua teoria del costituzionalismo digitale, Celeste sostiene che la letteratura contemporanea "non offre un'immagine unitaria del concetto". In particolare, c'è una mancanza di consenso sulla sfera di azione ed estensione del costituzionalismo digitale.

### Movimenti
Gill, Redeker e Gasser definiscono il costituzionalismo digitale come un esteso insieme di iniziative prodotte da una pluralità di attori nel tentativo di articolare un insieme di "diritti politici, norme e limitazioni nell'esercizio del potere in internet". Riconoscono inoltre che tali documenti mancano della classica caratterizzazione costituzionale, in quanto non hanno una "posizione fondativa nella gerarchia delle fonti legali". Ciononostante, si sostiene che includano "dimensioni" del costituzionalismo, quali il trattamento di materia costituzionale, una comunità politica e un'aspirazione al riconoscimento formale.

### Ideologia
Secondo Celeste, il costituzionalismo digitale è un'ideologia che punta a stabilire una cornice normativa per la protezione dei diritti fondamentali e il bilanciamento dei poteri all'interno della società digitale. L'enfasi è posta sul fatto che il termine ideologia, in questo caso, è usato con un'accezione neutra, per identificare un insieme strutturato di valori e ideali. L'idea di costituzionalismo digitale richiede un ampliamento della prospettiva relativa al concetto di costituzionalismo, in modo tale da riconoscere l'esistenza del potere degli attori privati, al fianco del potere esercitato dagli attori pubblici. Celeste ritiene che in futuro diversi attori debbano avviare l'analisi e la comparazione delle diverse modalità con cui il processo di costituzionalizzazione dell'ambiente digitale prende forma, specialmente per poter meglio comprendere i motivi per i quali risposte costituzionali si stanno materializzando in contesti non-tradizionali al di fuori della dimensione stato-centrica.

## Contesto storico

### Rivoluzione digitale
Come nel caso di ogni rivoluzione importante del passato, si prenda ad esempio la Rivoluzione Francese, la rivoluzione digitale che si va realizzando richiede una radicale modifica della legge attualmente in vigore. Attraverso l'analisi di passate scuole di pensiero legale che sono emerse nel corso degli anni (ad esempio: giurisprudenza sociologica), si può evincere che ogni sistema legale è strettamente legato a dei cambiamenti sociali e ai bisogni delle specifiche comunità.
Il ruolo della costituzione è quello di guidare ogni sistema legale sia verso il rispetto dei diritti umani che verso un bilanciamento dei poteri. Il settore tecnologico si pone in una traiettoria di costante sviluppo, la quale ha "manifestamente ampliato" la possibilità per gli individui di esercitare i propri diritti fondamentali, quali libertà di espressione e scambio di informazioni, ma contemporaneamente ha creato maggiori possibilità per la loro violazione. Dall'altro lato, questo sviluppo influenza il bilanciamento dei poteri, in particolare con l'affermarsi di imprese private come attori dominanti a fianco di degli attori statali che tradizionalmente detengono potere. L'alterazione dell'equilibrio costituzionale generata dalle tecnologie digitali richiede che si operi per una sua modifica, per garantire un'adeguata risposta alle nuove sfide.

## Strumenti

### Carte dei diritti di Internet
Come definito da Redeker, Gill e Gasser, l'espressione "costituzionalismo digitale" funge da termine ombrello per collegare un insieme di documenti diversi volti a creare una carta dei diritti di internet. Le carte dei diritti non sono costituzioni in senso classico; sono piuttosto associate alle costituzioni in quanto includono aspetti essenziali del costituzionalismo, come ad esempio valori, problemi e principi, assieme alla funzione di limitazione del potere statale e di potenziamento delle istituzioni all'interno della società.

### Diritto privato
La teoria di Suzor interessa un terreno intermedio tra gli approcci pubblico e privato nei confronti del costituzionalismo digitale proposto da altre teorie. In questa teoria, la costituzione legale gioca un ruolo importante nel guidare lo sviluppo a) del diritto contrattuale, e b) nel delineare i limiti del potere privato nella sfera digitale – ciononostante, sta al diritto privato e alle stesse entità private identificare e far valere questi principi.

### Teoria multilivello
La proposta di Celeste è quella di una teoria multilivello che vede contemporaneamente l'emergere di una pluralità di risposte normative, con l'intento di affrontare le sfide che la rivoluzione digitale genera nell'ecosistema costituzionale. Queste controazioni costituzionali emergono su diversi livelli: sia all'interno che oltre lo Stato.

## Aree di ricerca

### Governance delle piattaforme digitali
Un tema chiave nella costituzionalizzazione del digitale è il ruolo delle entità private nel governo del settore, soprattutto nell'abilitare e limitare dei diritti dell'utilizzatore. Ciò permette a queste entità non-statali di adempiere a ruoli tradizionalmente esercitati dagli stati. La teoria di Suzor sul costituzionalismo digitale cerca di identificare modelli di governo positivi e in grado di limitare adeguatamente il potere online sia dello Stato, sia delle entità private. Secondo Suzor, il ricorso a valori come il principio di legalità e lo Stato di diritto può essere applicato alla protezione di diritti individuali quali la libertà di espressione e la privacy nei contesti digitali. Suzor applica questo modello a varie piattaforme digitali per contestualizzare la sua teoria e la legittimità di documenti contrattuali online.